# Kujnik (Brestovac)
Kujnik is een plaats in de gemeente Brestovac in de Kroatische provincie Požega-Slavonië. De plaats telt 82 inwoners (2001).